# История одной гречанки
«История одной гречанки» или «Современная гречанка» (фр. Histoire d'une Grecque moderne) — роман французского писателя Антуана Франсуа Прево, изданный в 1740 году.

## Сюжет
Действие романа происходит в Турции, но автор не пытается воссоздать восточный колорит: место действия он показывает достаточно формально. Повествование ведётся от лица мужчины, который полюбил без взаимности прекрасную гречанку. В целом восточная тематика была распространена во французской литературе XVIII века, но Прево, в отличие от большинства современников, создавал на этом материале не галантные или сатрические романы, а философско-психологические.

## Восприятие
«История одной гречанки» вызвала интерес у первых читателей в том числе из-за того, что они увидели за персонажами романа их предполагаемые прототипы — Шарля д’Аржанталя, графа де Фериоля (посла Франции в Константинополе), и мадемуазель Аиссе, черкешенку, которую граф купил ребёнком, привёз во Францию и позже, по слухам сделал своей возлюбленной.